# Michail Gavriolovitch Golovkine
Michel Gavriolovitch Golovkine, en russe Михаил Гаврилович Головкин, est un homme d'état russe, né en 1699 et mort en 1754. Il est le fils de Gavriil Golovkine.
Il jouit d'un grand crédit sous l'impératrice Anne, fut vice-chancelier et ministre de l'intérieur; mais ayant, après la mort de cette princesse, agi contre les intérêts d’Élisabeth, il fut subitement destitué en 1741 et conduit en Sibérie, où il mourut en 1755.

## Source
Cet article comprend des extraits du Dictionnaire Bouillet. Il est possible de supprimer cette indication, si le texte reflète le savoir actuel sur ce thème, si les sources sont citées, s'il satisfait aux exigences linguistiques actuelles et s'il ne contient pas de propos qui vont à l'encontre des règles de neutralité de Wikipédia.